# Yamada Naoko
Yamada Naoko ( 山田 尚子) là một họa sĩ diễn hoạt, đạo diễn truyền hình và đạo diễn điện ảnh người Nhật Bản. Trong thời gian làm việc tại Kyoto Animation, cô là người chỉ đạo những series anime tiêu biểu như K-On!, Tamako Market, đến bộ phim anime như Dáng hình thanh âm hay Liz and the Blue Bird.

## Thời niên thiếu và giáo dục
Yamada sinh ra ở tỉnh Kyoto.  Cô thích vẽ khi còn nhỏ và đã sao chép tranh từ những series nổi tiếng như Patlabor và Dragon Ball. Cô từng tham gia câu lạc bộ bóng chuyền khi còn học ở trường tiểu học và tham gia câu lạc bộ quần vợt cũng như câu lạc bộ nhiếp ảnh khi học cao trung. Tại Đại học Nghệ thuật và Thiết kế Kyoto, cô đã học ngành tranh sơn dầu và là thành viên của câu lạc bộ hiệu ứng đặc biệt.

## Sự nghiệp
Yamada đã dự định sẽ làm việc trong lĩnh vực điện ảnh sau khi học đại học nhưng cô đã quyết định làm việc cho Kyoto Animation sau khi trông thấy một tờ quảng cáo tuyển chọn nhân viên. Nhiệm vụ đầu tiên của cô tại KyoAni là vẽ các khung hình giữa cho Inuyasha. Sau đó, cô được thăng chức trở thành họa sĩ diễn hoạt chính cho Air.
Sau khi làm đạo diễn cho một tập phim của Clannad, cô được yêu cầu làm đạo diễn chính cho K-On!, một series anime chuyển thể từ một bộ truyện tranh về đề tài cuộc sống. Series này đã rất thành công và từ đó thúc đẩy việc sản xuất ra phần hai cũng như một bộ phim cho series này. Năm 2013, cô làm đạo diễn cho series anime Tamako Market và tiếp tục làm đạo diễn cho series trên với bộ phim Tamako Love Story vào năm 2014. Với Tamako Love Story, cô đã được trao giải 'New Face Award' tại Liên hoan nghệ thuật truyền thông Nhật Bản. Cô cũng chính là người vẽ những bức tranh phác những sự kiện chính cho toàn bộ bộ phim, và cũng đã tự mình viết lời cho bài hát chủ đề mở đầu của bộ phim, Everybody Loves Somebody. Dự án tiếp theo của Yamada là phim truyện A Silent Voice, được chuyển thể từ bộ manga cùng tên. Bộ phim đã phản ánh các yếu tố như bắt nạt học đường và suy giảm thể chất ở Nhật Bản. Khi được chiếu lần đầu tiên, bộ phim đã đứng ở vị trí thứ 2 tại Phòng vé Nhật Bản và thu về tổng cộng 2,3 tỷ yên, được xem là bộ phim có doanh thu cao thứ 19 tại Nhật Bản năm 2016. Bộ phim cũng đã nhận được nhiều đề cử giải thưởng bao gồm Phim hoạt hình xuất sắc nhất tại Giải thưởng phim Mainichi; Phim hoạt hình xuất sắc của năm tại Giải thưởng Viện hàn lâm Nhật Bản.
Đối với Yamada, điều quan trọng nhất của việc trở thành một đạo diễn là khả năng quan sát con người. Cô mô tả mình là một đạo diễn "diễn xuất có phương pháp" và luôn nhấn mạnh vào tâm trí của nhân vật.
Vào ngày 18 tháng 7 năm 2019, một người đàn ông đã phóng hỏa tại studio chính của Kyoto Animation, giết chết 36 đồng nghiệp của cô và làm bị thương 33 người khác. Yamada được cho là không bị thương trong vụ việc này.
Năm 2020, cô được thông báo rằng đã rời Kyoto Animation và ra mắt một bộ anime mang tên The Heike Story do xưởng phim Science SARU sản xuất với tập đầu tiên phát hành vào tháng 9 năm 2021.

## Phim đã đạo diễn

### Truyền hình nhiều tập
- K-On! (2009): Đạo diễn
- Tamako Market (2013): Đạo diễn

### Phim
- K-On! The Movie (2011): Đạo diễn
- Tamako Love Story (2014): Đạo diễn
- A Silent Voice: The Movie (2016): Đạo diễn
- Liz and the Blue Bird (2018): Đạo diễn

### ONA
- Truyện kể Heike (2021)[10][11]